# 鳩山町内循環バス
鳩山町内循環バス（はとやまちょうないじゅんかんバス）は、かつて埼玉県比企郡鳩山町が運行していたコミュニティバスである。川越観光自動車（森林公園営業所）へ運行委託していた。

## 概要
鳩山ニュータウン地区で「ニュータウンコース」と「ニュータウン・石坂コース」の2コースを運行していた。両コースとも祝日・年末年始は運休であった。
運賃は100円均一であった。
鳩山町地域公共交通会議等での検討の結果、2022年（令和4年）3月31日をもって運行終了、翌4月1日からデマンドタクシー「はとタク」の土日運行を開始し、町内循環バスの廃止代替とした。
なお、鳩山町では2017年からコミュニティバスとして「鳩山町営路線バス」を運行しているが、こちらは町内循環バスとは経路がまったく異なり、町内を横断する形で町外の鉄道駅へ結ぶ路線である。

## 路線
両コースとも、2020年1月31日より以下のコースとなった。

### ニュータウンコース
- 保健センター → 役場前 → 中央公民館 → 農協前 → 鳩山駐在所 → ひばり保育園入口 → 農村公園前 → 麻見江ホスピタル前 → 図書館前 → かえで通り北 → ジャンボ公園前 → サブセンター前 → 高台寺橋南 → アスレチック公園入口 → 上沢配水場入口 → 鳩ヶ丘一丁目 → 梅沢運動場入口 → あかみち公園前 → 鳩山東駐在所南 → 東出張所前 → 松ヶ丘四丁目 → はーとんスクエア → 図書館前 → 麻見江ホスピタル前 → 農村公園前 → ひばり保育園前 → 鳩山駐在所 → 農協前 → 中央公民館 → 役場前 → 保健センター

### ニュータウン・石坂コース
- 保健センター → 役場前 → 中央公民館 → 農協前 → 鳩山駐在所 → ひばり保育園入口 → 農村公園前 → 麻見江ホスピタル前 → 図書館前 → はーとんスクエア → 松ヶ丘四丁目 → 東出張所前 → 鳩山東駐在所南 → あかみち公園前 → 梅沢運動場入口 → 鳩ヶ丘一丁目 → 上沢配水場入口 → アスレチック公園入口 → 高台寺橋南 → サブセンター前 → ジャンボ公園前 → かえで通り北 → ニュータウン北 → 大平上 → 大平 → 石坂分館前 → JA鳩山直売所 → 池田浄水場 → 高在家 → 今宿小学校前 → 今宿コミセン東 → 今宿コミュニティセンター → 大豆戸小袴 → 保健センター

## 車両
専用車両は白地に、老若男女の人々のイラストが描かれ、鳩山町のキャラクター「は～とん」のステッカーが貼られていた。
専用車として、日野・レインボーHR（7m車、KK-HR1JEEE、3013号車、熊谷200か377）が使用されていた。国際十王交通からの移籍後、鳩山町内循環バス専用塗装を施されて充当された。
また予備車として、日野・リエッセ（KC-RX4JFAA、3014号車、熊谷200あ353）が在籍し、朝日自動車からの移籍後、白一色に塗装変更され、前面に「Kawagoe」、側面と後面に「K.K.J」の文字が銀色で書かれた。コミュニティバス共通予備車で、各コミュニティバスのステッカーを前面に貼って充当され、鳩山町内循環バスとして運行する際は、前述の老若男女の人々のイラストが描かれたステッカーを貼っていた。
なお、専用車のレインボーHRの車体には「鳩山町町内循環バス」と書かれ、リエッセの方向幕には「鳩山町内循環バス」と表示されており、表記揺れがあった。